# Soul Secret
I Soul Secret sono una band progressive metal fondata nel 2004.

## Storia del gruppo
Il progetto cominciò nel 2004 per eseguire cover dei loro gruppi preferiti, ma a mano a mano che gli anni passavano, la band cominciò a pensare di scrivere materiale originale. Pertanto scrissero un primo brano originale nel 2006 e lo chiamarono First Creature. Il gruppo decise di suonare dal vivo questa canzone e, dopo aver avuto un ottimo riscontro dal pubblico, continuò il processo di stesura di nuovi brani fino a raggiungere la lunghezza di un intero album. Nel 2007 decisero di registrare questo materiale negli studi Orange Bug di Napoli e di intitolare il disco Flowing Portraits . Poco prima di entrare in sala per registrare le voci, il cantante Michele Serpico ebbe una colite e fu impossibilitato a cantare per lungo tempo. La band entrò in contatto con Mark Basile che accettò di cantare sull'intero album come ospite e, nello stesso periodo, entrò in contatto anche con Davide Guidone che, dopo aver ascoltato il materiale, decise di diventare parte del progetto diventando il manager del gruppo. Con lui a bordo, furono messi sotto contratto nel 2008 dall'etichetta americana ProgRock Records. Nella lineup del primo disco sono già presenti il tastierista Luca Di Gennaro ed il batterista Antonio Mocerino. Nel Luglio del 2009 Michele Serpico si sentì meglio e riuscì a cantare durante il concerto tenuto in Lituania, il Baltic Prog Fest, ma dopo questa esperienza decise di lasciare la band in maniera permanente per permettere loro di trovare una figura stabile alla voce, sia in studio che dal vivo.
I Soul Secret cominciarono a scrivere nuovo materiale e pianificarono l'inizio delle registrazioni a Febbraio 2010 presso gli studi Musa Muta. Fu contattato Arno Menses dei Subsignal ed ex Sieges Even che accettò di cantare sulla loro nuova suite Aftermath. Più tardi, incontrarono il bassista Claudio Casaburi e cambiarono radicalmente il materiale fin lì scritto per avere un album più confacente alla nuova formazione creata. Questo album, chiamato Closer to Daylight, è stato missato e masterizzato da Markus Teske. Nel 2013, decisero di cambiare cantante e diedero il benvenuto a Lino Di Pietrantonio per scrivere e registrare il terzo album ed eseguirlo dal vivo . Tale album, primo concept della band, intitolato 4, fu pubblicato nel 2015 da GoldenCore Records e distribuito da ZYX Music, missato da Jordan Valeriote e masterizzato presso gli Spectre Studio (fornitore di Warner Bros., Universal e Sony).
Nel 2017 la band annuncia e pubblica nel luglio dello stesso anno il nuovo disco BABEL, secondo concept album. Il disco è stato suonato in anteprima al Night Of The Prog XII, aprendo lo show a Mike Portnoy, e successivamente alla prima edizione del Ready For Prog? Festival (ex Very Prog Festival) con i Persefone ed il supergruppo Sons Of Apollo.
I Soul Secret annunciano nel 2018 il nuovo chitarrista Francesco Cavezza e cominciano da subito a scrivere nuovo materiale. L'etichetta olandese Layered Reality Productions mette sotto contratto la band per il quinto disco e ne fissa l'uscita orientativa per Maggio 2020. A causa della pandemia di COVID-19 del 2020, il gruppo decide di ritardare l'uscita del disco e di pubblicare un singolo, intitolato Shine Again, scritto durante la quarantena e pubblicato esclusivamente su Bandcamp, donando l'intero ricavato in beneficenza . Nell'Ottobre del 2020 viene finalmente pubblicato il quinto disco della band Blue Light Cage che vede la partecipazioni di ospiti internazionali come Derek Sherinian e Marek Arnold .

## Critica
Il primo album Flowing Portraits ha ricevuto pareri positivi. Musicwaves.fr ha scritto "Un album di debutto ma già un album essenziale!", mentre su Dprp.net hanno detto "Momento topico è l'ultima, epica canzone chiamata Tears Of Kalliroe, che include un'incredibile overture orchestrale seguita da brillanti passaggi prog metal che potrei ascoltare per ore" ed inoltre hanno marcato l'album come "Dprp Recommended!". L'album seguente, Closer to Daylight, ha ricevuto punteggi ancora più alti ed è entrato nella Top 10 di Progwereld nel gennaio del 2012. Su Allaroundmetal.com, il recensore scrisse "Promossi a pieni voti!". dando un punteggio di 5/5 al disco. Il terzo album della band, loro primo concept album intitolato 4, ha impressionato la critica per l'attenzione ai dettagli, come dichiarato da Progmetalzone.com: "L'album è pieno di materiale ambizioso, tecnicamente completo e commovente che mostra la forza di ogni singolo musicista nella band, così come la coesione della band, dato che la band ha finalmente trovato una formazione stabile dopo i cambi in passato.". Riguardo al quarto album della band, BABEL, Progarchives.com scrive "4.5/5 stelle, un forte contendente per lo status di capolavoro.". L'ultimo album Blue Light Cage ha raccolto pareri ancor più positivi, tra cui "questo quinto album è il loro migliore lavoro", "questo è un album di un'altra categoria" e "Opening Sequence è probabilmente la miglior intro che io abbia mai sentito negli ultimi 23 anni".

## Formazione
Attuale
- Claudio Casaburi – basso (2010–presente)
- Francesco Cavezza - chitarra (2018 - presente)
- Luca Di Gennaro – tastiera (2008–presente)
- Lino Di Pietrantonio – voce (2013–presente)
- Antonio Mocerino – batteria (2008–presente)

Ex componenti
- Michele Serpico – voce (2008–2009)
- Lucio Grilli – basso (2008–2010)
- Fabio Manda – voce (2010–2013)
- Antonio Vittozzi – chitarra (2008–2017)

Ospiti
- Mark Basile - voce sull'intero album Flowing Portraits (2008)
- Anna Assentato - voce sul brano "If"
- Arno Menses - voce sul brano Aftermath (2011)
- Marco Sfogli - assolo di chitarra sul brano "River's Edge" (2011)
- Derek Sherinian - assoli di tastiera sul brano "The Ghost Syndicate" (2020)
- Marek Arnold - assoli di sassofono sul brano "Blue Light Cage" (2020)

## Discografia
2008 – Flowing Portraits

2011 – Closer to Daylight

2015 – 4

2017 – BABEL

2020 – Shine Again (singolo)

2020 – Blue Light Cage